# ESL Pro League Season 5
Die ESL Pro League Season 5 ist die fünfte Spielzeit der ESL Pro League. Sie startete am 7. Februar 2017 und endete mit dem Finale der Offline-Playoffs zwischen G2 Esports und North am 4. Juni 2017 im Verizon Theatre in Dallas, in welchem sich G2 Esports mit 3:1 nach Maps durchsetzte.

## EU League
In der europäischen Liga debütierte neben Team Kinguin und Team LDLC auch die zum FC Kopenhagen gehörende Organisation North, welche das Lineup von Team Dignitas übernahm und gleich in der ersten Saison auf dem ersten Platz landete. Die mit dem deutschen Spieler Denis „denis“ Howell besetzte Mannschaft mousesports beendete die Ligaphase als Dritter und qualifizierte sich damit zusammen mit Meister North, G2 Esports, fnatic, Natus Vincere und Team EnVyUs für die Playoffs. Am Ende der Tabelle reihten sich die polnischen Quintette von Team Kinguin und Virtus.pro ein.

### EU Tabelle
| Rang | Team | Sp. | S | N | R+ | R- | Diff. | Punkte | Preisgeld |
| --- | --- | --- | --- | --- | --- | --- | --- | --- | --- |
| 01. | North 1 | 26 | 19 | 7 | 399 | 285 | +115 | 57 | - |
| 02. | G2 Esports | 26 | 16 | 10 | 379 | 324 | +055 | 48 | - |
| 03. | mousesports | 26 | 16 | 10 | 347 | 302 | +045 | 48 | - |
| 04. | fnatic (M) | 26 | 15 | 11 | 334 | 324 | +010 | 45 | - |
| 05. | Natus Vincere | 26 | 14 | 12 | 333 | 332 | +01 | 42 | - |
| 06. | Team EnVyUs | 26 | 14 | 12 | 366 | 362 | +04 | 42 | - |
| 07. | FaZe Clan | 26 | 14 | 12 | 365 | 355 | +010 | 42 | 27.000 $ |
| 08. | Astralis | 26 | 14 | 12 | 361 | 340 | +021 | 42 | 23.000 $ |
| 09. | Heroic (R) | 26 | 12 | 14 | 357 | 350 | +07 | 36 | 19.000 $ |
| 10. | Ninjas in Pyjamas | 26 | 12 | 14 | 312 | 353 | −043 | 36 | 17.500 $ |
| 11. | Team LDLC (N) | 26 | 11 | 15 | 326 | 360 | −034 | 33 | 15.000 $ |
| 12. | HellRaisers | 26 | 10 | 16 | 325 | 363 | −038 | 30 | 11.500 $ |
| 13. | Virtus.pro | 26 | 9 | 17 | 299 | 361 | −062 | 27 | 8.000 $ |
| 14. | Team Kinguin (N) | 26 | 6 | 19 | 289 | 382 | −093 | 18 | 4.000 $ |
| Legende:  Qualifikation für die Offline-Finals  Teilnahme an den Relegationsspielen  Absteiger in die Mountain Dew League | Legende:  Qualifikation für die Offline-Finals  Teilnahme an den Relegationsspielen  Absteiger in die Mountain Dew League | Legende:  Qualifikation für die Offline-Finals  Teilnahme an den Relegationsspielen  Absteiger in die Mountain Dew League | (M) Meister der ESL Pro League Season 4 EU Division: fnatic (R) Gewinner der Relegation der ESL Pro League Season 4 EU Division: Heroic (N) Aufsteiger aus der ESEA EU Premier League Season 23/24: Team Kinguin, Team LDLC | (M) Meister der ESL Pro League Season 4 EU Division: fnatic (R) Gewinner der Relegation der ESL Pro League Season 4 EU Division: Heroic (N) Aufsteiger aus der ESEA EU Premier League Season 23/24: Team Kinguin, Team LDLC | (M) Meister der ESL Pro League Season 4 EU Division: fnatic (R) Gewinner der Relegation der ESL Pro League Season 4 EU Division: Heroic (N) Aufsteiger aus der ESEA EU Premier League Season 23/24: Team Kinguin, Team LDLC | (M) Meister der ESL Pro League Season 4 EU Division: fnatic (R) Gewinner der Relegation der ESL Pro League Season 4 EU Division: Heroic (N) Aufsteiger aus der ESEA EU Premier League Season 23/24: Team Kinguin, Team LDLC | (M) Meister der ESL Pro League Season 4 EU Division: fnatic (R) Gewinner der Relegation der ESL Pro League Season 4 EU Division: Heroic (N) Aufsteiger aus der ESEA EU Premier League Season 23/24: Team Kinguin, Team LDLC | (M) Meister der ESL Pro League Season 4 EU Division: fnatic (R) Gewinner der Relegation der ESL Pro League Season 4 EU Division: Heroic (N) Aufsteiger aus der ESEA EU Premier League Season 23/24: Team Kinguin, Team LDLC | (M) Meister der ESL Pro League Season 4 EU Division: fnatic (R) Gewinner der Relegation der ESL Pro League Season 4 EU Division: Heroic (N) Aufsteiger aus der ESEA EU Premier League Season 23/24: Team Kinguin, Team LDLC |

### EU Kreuztabelle
| EU League | EU League         | North | G2 Esports | mousesports | fnatic | Natus Vincere | Team EnVyUs | FaZe Clan | Astralis | Heroic | Ninjas in Pyjamas | Team LDLC | HellRaisers |       | Team Kinguin |
| 1.        | North             |       | 16:10      | 8:16        | 16:5   | 16:19         | 19:17       | 14:16     | 16:4     | 19:16  | 16:1              | 16:7      | 16:10       | 16:6  | 16:5         |
| 2.        | G2 Esports        | 13:16 |            | 16:10       | 16:5   | 13:16         | 12:16       | 16:4      | 16:12    | 13:16  | 16:10             | 16:5      | 9:16        | 10:16 | 19:16        |
| 3.        | mousesports       | 16:5  | 11:16      |             | 10:16  | 16:0          | 16:12       | 19:17     | 11:16    | 4:16   | 16:10             | 10:16     | 16:12       | 11:16 | 16:5         |
| 4.        | fnatic            | 12:16 | 16:14      | 16:6        |        | 16:12         | 16:9        | 16:10     | 16:14    | 6:16   | 14:16             | 16:13     | 16:14       | 16:2  | 16:8         |
| 5.        | Natus Vincere     | 4:16  | 10:16      | 8:16        | 16:7   |               | 16:6        | 16:6      | 16:11    | 25:22  | 8:16              | 10:16     | 16:5        | 16:10 | 16:5         |
| 6.        | Team EnVyUs       | 13:16 | 16:11      | 8:16        | 16:14  | 12:16         |             | 12:16     | 16:13    | 16:12  | 16:13             | 16:10     | 16:10       | 16:5  | 11:16        |
| 7.        | FaZe Clan         | 25:22 | 14:16      | 16:10       | 16:13  | 9:16          | 11:16       |           | 14:16    | 19:16  | 16:9              | 13:16     | 19:15       | 16:4  | 6:16         |
| 8.        | Astralis          | 16:11 | 9:16       | 8:16        | 16:6   | 16:4          | 13:16       | 9:16      |          | 16:10  | 12:16             | 25:23     | 16:14       | 15:19 | 16:7         |
| 9.        | Heroic            | 10:16 | 13:16      | 12:16       | 11:16  | 16:14         | 9:16        | 7:16      | 7:16     |        | 16:7              | 14:16     | 16:12       | 16:9  | 16:10        |
| 10.       | Ninjas in Pyjamas | 3:16  | 9:16       | 8:16        | 16:7   | 12:16         | 16:13       | 9:16      | 12:16    | 11:16  |                   | 16:14     | 16:5        | 16:9  | 16:12        |
| 11.       | Team LDLC         | 6:16  | 12:16      | 7:16        | 5:16   | 16:8          | 12:16       | 9:16      | 8:16     | 12:16  | 7:16              |           | 16:7        | 16:5  | 16:13        |
| 12.       | HellRaisers       | 16:13 | 19:15      | 8:16        | 10:16  | 16:11         | 16:7        | 16:14     | 9:16     | 16:6   | 14:16             | 11:16     |             | 16:10 | 6:16         |
| 13.       | Virtus.pro        | 7:16  | 13:16      | 16:5        | 16:5   | 16:8          | 22:25       | 11:16     | 16:8     | 1:16   | 16:6              | 13:16     | 10:16       |       | 15:19        |
| 14.       | Team Kinguin      | 11:16 | 8:16       | 14:16       | 10:16  | 6:16          | 16:13       | 16:8      | 9:16     | 12:16  | 14:16             | 9:16      | 9:16        | 9:16  |              |

## NA League
In der amerikanischen Liga waren nach dem Aufstieg von Luminosity Gaming erstmals drei Organisationen mit brasilianischen Lineups vertreten, welche sich alle in der oberen Tabellenhälfte einsortierten und mit SK Gaming auch den Meister der amerikanischen Liga stellten. Die weiteren Playoffqualifikaten waren Team Liquid, Immortals, NRG eSports, Cloud 9 und OpTic Gaming. Das ozeanischen Team Animal Squad zog sich gegen Saisonende vom Ligabetrieb zurück, womit es keinen direkten Absteiger gab. Allerdings mussten Rush und das aus Selfless Gaming hervorgegangene Team The Foundation in der Relegation antreten.

### NA Tabelle
| Rang | Team | Sp. | S | N | R+ | R- | Diff. | Punkte | Preisgeld |
| --- | --- | --- | --- | --- | --- | --- | --- | --- | --- |
| 01. | SK Gaming | 24 | 18 | 6 | 369 | 267 | +102 | 54 | - |
| 02. | Team Liquid | 24 | 17 | 7 | 354 | 283 | +071 | 51 | - |
| 03. | Immortals | 24 | 17 | 7 | 327 | 259 | +068 | 51 | - |
| 04. | NRG eSports | 24 | 15 | 9 | 360 | 285 | +075 | 45 | - |
| 05. | Cloud 9 (G, M) | 24 | 15 | 9 | 339 | 297 | +042 | 45 | - |
| 06. | OpTic Gaming | 24 | 14 | 10 | 314 | 301 | +013 | 42 | - |
| 07. | Luminosity Gaming (N)                                                                                              | 24 | 13 | 11 | 319 | 292 | +027 | 39 | 27.000 $ |
| 08. | Counter Logic Gaming                                                                                               | 24 | 13 | 11 | 333 | 345 | −012 | 39 | 23.000 $ |
| 09. | Renegades | 24 | 13 | 11 | 316 | 307 | +09 | 39 | 19.000 $ |
| 10. | Misfits 1 (N) | 24 | 12 | 12 | 314 | 311 | +03 | 36 | 17.500 $ |
| 11. | compLexity | 24 | 6 | 18 | 261 | 337 | −076 | 18 | 15.000 $ |
| 12. | Rush (N) | 24 | 2 | 22 | 219 | 374 | −155 | 6 | 11.500 $ |
| 13. | The Foundation 2 (R)                                                                                               | 24 | 1 | 23 | 200 | 367 | −167 | 3 | 8.000 $ |
| 14. | Animal Squad 3 | 0 | 0 | 0 | 0 | 0 | ±0 | 0 | Rückzug |
| Legende:  Qualifikation für die Offline-Finals  Teilnahme an den Relegationsspielen Rückzug aus der ESL Pro League | Legende:  Qualifikation für die Offline-Finals  Teilnahme an den Relegationsspielen Rückzug aus der ESL Pro League | Legende:  Qualifikation für die Offline-Finals  Teilnahme an den Relegationsspielen Rückzug aus der ESL Pro League | (G) Gewinner der ESL Pro League Season 3 Offline-Finals: Cloud 9 (M) Meister der ESL Pro League Season 4 NA Division: Cloud 9 (R) Gewinner der Relegation der ESL Pro League Season 4 NA Division: The Foundation (N) Aufsteiger aus der ESEA NA Premier League Season 23/24: Luminosity Gaming, Misfits, Rush | (G) Gewinner der ESL Pro League Season 3 Offline-Finals: Cloud 9 (M) Meister der ESL Pro League Season 4 NA Division: Cloud 9 (R) Gewinner der Relegation der ESL Pro League Season 4 NA Division: The Foundation (N) Aufsteiger aus der ESEA NA Premier League Season 23/24: Luminosity Gaming, Misfits, Rush | (G) Gewinner der ESL Pro League Season 3 Offline-Finals: Cloud 9 (M) Meister der ESL Pro League Season 4 NA Division: Cloud 9 (R) Gewinner der Relegation der ESL Pro League Season 4 NA Division: The Foundation (N) Aufsteiger aus der ESEA NA Premier League Season 23/24: Luminosity Gaming, Misfits, Rush | (G) Gewinner der ESL Pro League Season 3 Offline-Finals: Cloud 9 (M) Meister der ESL Pro League Season 4 NA Division: Cloud 9 (R) Gewinner der Relegation der ESL Pro League Season 4 NA Division: The Foundation (N) Aufsteiger aus der ESEA NA Premier League Season 23/24: Luminosity Gaming, Misfits, Rush | (G) Gewinner der ESL Pro League Season 3 Offline-Finals: Cloud 9 (M) Meister der ESL Pro League Season 4 NA Division: Cloud 9 (R) Gewinner der Relegation der ESL Pro League Season 4 NA Division: The Foundation (N) Aufsteiger aus der ESEA NA Premier League Season 23/24: Luminosity Gaming, Misfits, Rush | (G) Gewinner der ESL Pro League Season 3 Offline-Finals: Cloud 9 (M) Meister der ESL Pro League Season 4 NA Division: Cloud 9 (R) Gewinner der Relegation der ESL Pro League Season 4 NA Division: The Foundation (N) Aufsteiger aus der ESEA NA Premier League Season 23/24: Luminosity Gaming, Misfits, Rush | (G) Gewinner der ESL Pro League Season 3 Offline-Finals: Cloud 9 (M) Meister der ESL Pro League Season 4 NA Division: Cloud 9 (R) Gewinner der Relegation der ESL Pro League Season 4 NA Division: The Foundation (N) Aufsteiger aus der ESEA NA Premier League Season 23/24: Luminosity Gaming, Misfits, Rush |

### NA Kreuztabelle
| NA League | NA League            | SK Gaming | Team Liquid | Immortals | NRG eSports | Cloud 9 | OpTic Gaming | Luminosity Gaming | Counter Logic Gaming | Renegades | Misfits | compLexity | Rush  | The Foundation |
| 1.        | SK Gaming            |           | 16:9        | 16:7      | 16:11       | 16:12   | 14:16        | 16:8              | 12:16                | 16:8      | 16:5    | 16:9       | 19:17 | 16:9           |
| 2.        | Team Liquid          | 16:14     |             | 9:16      | 19:22       | 16:5    | 16:13        | 16:11             | 10:16                | 8:16      | 16:5    | 16:11      | 16:11 | 16:8           |
| 3.        | Immortals            | 11:16     | 3:16        |           | 16:14       | 9:16    | 16:6         | 22:19             | 16:8                 | 16:3      | 16:7    | 16:10      | 16:13 | 16:2           |
| 4.        | NRG eSports          | 16:19     | 14:16       | 16:10     |             | 17:19   | 16:12        | 16:10             | 16:11                | 8:16      | 16:9    | 7:16       | 16:8  | 16:6           |
| 5.        | Cloud 9              | 16:10     | 11:16       | 8:16      | 10:16       |         | 16:6         | 6:16              | 22:18                | 16:1      | 4:16    | 16:7       | 16:9  | 16:14          |
| 6.        | OpTic Gaming         | 7:16      | 14:16       | 16:5      | 9:16        | 11:16   |              | 16:7              | 16:11                | 19:17     | 16:11   | 8:16       | 16:5  | 16:12          |
| 7.        | Luminosity Gaming    | 8:16      | 12:16       | 11:16     | 2:16        | 6:16    | 16:6         |                   | 16:10                | 19:17     | 16:13   | 16:2       | 16:14 | 16:0 1         |
| 8.        | Counter Logic Gaming | 16:12     | 16:13       | 6:16      | 16:19       | 16:9    | 15:19        | 16:14             |                      | 22:18     | 19:17   | 16:9       | 16:10 | 7:16           |
| 9.        | Renegades            | 16:13     | 16:14       | 16:4      | 16:12       | 6:16    | 5:16         | 10:16             | 16:2                 |           | 6:16    | 16:11      | 16:12 | 16:11          |
| 10.       | Misfits              | 6:16      | 11:16       | 13:16     | 16:12       | 25:23   | 3:16         | 10:16             | 16:12                | 19:17     |         | 16:9       | 16:11 | 16:5           |
| 11.       | compLexity           | 10:16     | 9:16        | 12:16     | 6:16        | 15:19   | 7:16         | 14:16             | 14:16                | 8:16      | 2:16    |            | 16:2  | 16:10          |
| 12.       | Rush                 | 12:16     | 3:16        | 1:16      | 5:16        | 3:16    | 13:16        | 8:16              | 8:16                 | 5:26      | 12:16   | 5:16       |       | 16:7           |
| 13.       | The Foundation       | 6:16      | 10:16       | 5:16      | 2:16        | 12:16   | 8:16         | 0:16 1            | 11:16                | 8:16      | 4:16    | 14:16      | 12:16 |                |

## Offline-Finals
Die Offline-Finals der fünften Saison der ESL Pro League fanden vom 31. Mai bis zum 4. Juni 2017 im Verizon Theatre im texanischen Dallas statt. Es wird 750.000 US-Dollar Preisgeld gespielt.

### Lineups der Teams
| Cloud 9                   | fnatic                       | G2 Esports                   | Immortals                    |
| ------------------------- | ---------------------------- | ---------------------------- | ---------------------------- |
| Jordan „n0thing“ Gilbert  | Dennis „dennis“ Edman        | Dan „apEX“ Madesclaire       | Vito „kNg“ Giuseppe          |
| Michael „shroud“ Grzesiek | Freddy „KRiMZ“ Johansson     | Richard „shox“ Papillon      | Lucas „steel“ Lopes          |
| Tyler „Skadoodle“ Latham  | Olof „olofmeister“ Kajbjer   | Alexandre „bodyy“ Pianaro    | Ricardo „boltz“ Prass        |
| Timothy „autimatic“ Ta    | Robin „flusha“ Rönnquist     | Kenny „kennyS“ Schrub        | Henrique „HEN1“ Teles        |
| Jake „Stewie2k“ Yip       | Jesper „JW“ Wecksell         | Nathan „NBK“ Schmitt         | Lucas „LUCAS1“ Teles         |
| mousesports               | Natus Vincere                | North                        | NRG eSports                  |
| Christian „loWel“ Antoran | Denis „seized“ Kostin        | Philip „aizy“ Aistrup        | Derrick „LILMAN“ Boyne       |
| Chris „chrisJ“ de Jong    | Oleksandr „s1mple“ Kostyliev | René „cajunb“ Borg           | Vincent „Brehze“ Cayonte     |
| Denis „denis“ Howell      | Ladislav „GuardiaN“ Kovács   | Mathias „MSL“ Lauridsen      | Peter „ptr“ Gurney           |
| Robin „ropz“ Kool         | Ioann „Edward“ Sucharjew     | Emil „Magisk“ Reif           | Jacob „FugLy“ Medina         |
| Tomáš „oskar“ Šťastný     | Egor „flamie“ Vasilyev       | Kristian „k0nfig“ Wienecke   | Damian „daps“ Steele         |
| OpTic Gaming              | SK Gaming                    | Team EnVyUs                  | Team Liquid                  |
| Oscar „mixwell“ Cañellas  | Fernando „fer“ Alvarenga     | Adil „ScreaM“ Benrlitom      | Nick „nitr0“ Cannella        |
| Tarik „tarik“ Celik       | Marcelo „coldzera“ David     | Alexandre „xms“ Forté        | Jonathan „EliGE“ Jablonowski |
| Keith „NAF“ Markovic      | Tacio „TACO“ Filho           | Cédric „RpK“ Guipouy         | Peter „stanislaw“ Jarguz     |
| Jason „jasonR“ Ruchelski  | Gabriel „FalleN“ Toledo      | Vincent „Happy“ Schopenhauer | Josh „jdm64“ Marzano         |
| Will „Rush“ Wierzba       | João „felps“ Vasconcellos    | Christophe „SIXER“ Xia       | Russel „Twistzz“ Van Dulken  |

### Gruppen
Die zwölf Teams wurden folgendermaßen auf die zwei Gruppen aufgeteilt:
| Gruppe A    | Gruppe B      |
| ----------- | ------------- |
| SK Gaming   | North         |
| G2 Esports  | Team Liquid   |
| Immortals   | mousesports   |
| fnatic      | NRG eSports   |
| Cloud 9     | Natus Vincere |
| Team EnVyUs | OpTic Gaming  |

### Gruppe A
| SK Gaming   | – | Cloud 9     | 16:07 |
| G2 Esports  | – | Team EnVyUs | 16:14 |
| G2 Esports  | – | Cloud 9     | 0:16  |
| fnatic      | – | Immortals   | 16:09 |
| fnatic      | – | Team EnVyUs | 16:09 |
| SK Gaming   | – | Immortals   | 16:05 |
| fnatic      | – | SK Gaming   | 03:16 |
| Team EnVyUs | – | Cloud 9     | 16:11 |
| fnatic      | – | Cloud 9     | 16:06 |
| G2 Esports  | – | Immortals   | 10:16 |
| G2 Esports  | – | SK Gaming   | 16:06 |
| Team EnVyUs | – | Immortals   | 16:02 |
| Immortals   | – | Cloud 9     | 16:08 |
| SK Gaming   | – | Team EnVyUs | 03:16 |
| fnatic      | – | G2 Esports  | 11:16 |
| Tiebreaker  |   |             |       |
| Team EnVyUs | – | fnatic      | 10:06 |
| SK Gaming   | – | Team EnVyUs | 01:04 |
| SK Gaming   | – | fnatic      | 04:0  |

| Rang                                                                       | Team        | Sp. | S | N | R+ | R- | Diff. | Punkte |
| -------------------------------------------------------------------------- | ----------- | --- | - | - | -- | -- | ----- | ------ |
| 01.                                                                        | G2 Esports  | 5   | 3 | 2 | 62 | 63 | −01   | 9      |
| 02.                                                                        | Team EnVyUs | 5   | 3 | 2 | 71 | 48 | +23   | 9      |
| 03.                                                                        | SK Gaming   | 5   | 3 | 2 | 57 | 47 | +10   | 9      |
| 04.                                                                        | fnatic      | 5   | 3 | 2 | 62 | 56 | +06   | 9      |
| 05.                                                                        | Immortals   | 5   | 2 | 3 | 48 | 66 | −18   | 6      |
| 06.                                                                        | Cloud 9     | 5   | 1 | 4 | 48 | 68 | −20   | 3      |
| Legende:  Qualifikation für das Halbfinale  Teilnahme an das Viertelfinale |             |     |   |   |    |    |       |        |

### Gruppe B
| mousesports  | – | North         | 17:19 |
| Team Liquid  | – | Natus Vincere | 04:16 |
| NRG eSports  | – | OpTic Gaming  | 16:19 |
| mousesports  | – | Natus Vincere | 19:15 |
| Team Liquid  | – | OpTic Gaming  | 16:05 |
| NRG eSports  | – | North         | 07:16 |
| North        | – | Natus Vincere | 16:13 |
| NRG eSports  | – | Team Liquid   | 13:16 |
| mousesports  | – | OpTic Gaming  | 16:12 |
| NRG eSports  | – | Natus Vincere | 05:16 |
| North        | – | OpTic Gaming  | 16:14 |
| mousesports  | – | Team Liquid   | 16:12 |
| OpTic Gaming | – | Natus Vincere | 16:08 |
| Team Liquid  | – | North         | 16:10 |
| NRG eSports  | – | mousesports   | 10:16 |

| Rang                                                                       | Team          | Sp. | S | N | R+ | R- | Diff. | Punkte |
| -------------------------------------------------------------------------- | ------------- | --- | - | - | -- | -- | ----- | ------ |
| 01.                                                                        | North         | 5   | 4 | 1 | 77 | 67 | +10   | 12     |
| 02.                                                                        | mousesports   | 5   | 4 | 1 | 84 | 68 | +16   | 12     |
| 03.                                                                        | Team Liquid   | 5   | 3 | 2 | 64 | 60 | +04   | 9      |
| 04.                                                                        | OpTic Gaming  | 5   | 2 | 3 | 66 | 72 | −06   | 6      |
| 05.                                                                        | Natus Vincere | 5   | 2 | 3 | 68 | 60 | +08   | 6      |
| 06.                                                                        | NRG eSports   | 5   | 0 | 5 | 51 | 83 | −32   | 0      |
| Legende:  Qualifikation für das Halbfinale  Teilnahme an das Viertelfinale |               |     |   |   |    |    |       |        |

### Playoffs
|  | Viertelfinale      | Viertelfinale | Viertelfinale | Viertelfinale | Viertelfinale |  |  | Halbfinale         | Halbfinale  | Halbfinale | Halbfinale | Halbfinale |            |            | Finale | Finale | Finale | Finale | Finale | Finale | Finale |
|  |                    |               |               |               |               |  |  |                    |             |            |            |            |            |            |        |        |        |        |        |        |        |
|  |                    |               |               |               |               |  |  | Frankreich         | G2 Esports  | 16         | 16         |            |            |            |        |        |        |        |        |        |        |
|  | Europaische Union  | mousesports   | 7             | 8             |               |  |  | Brasilien          | SK Gaming   | 12         | 12         |            |            |            |        |        |        |        |        |        |        |
|  | Brasilien          | SK Gaming     | 16            | 16            |               |  |  |                    |             |            |            |            | Frankreich | G2 Esports | 16     | 16     | 14     | 16     |        |        |        |
|  |                    |               |               |               |               |  |  |                    |             |            |            |            |            | Danemark   | North  | 13     | 5      | 16     | 3      |        |        |
|  |                    |               |               |               |               |  |  | Danemark           | North       | 16         | 19         |            |            |            |        |        |        |        |        |        |        |
|  | Frankreich         | Team EnVyUs   | 16            | 10            | 4             |  |  | Vereinigte Staaten | Team Liquid | 5          | 17         |            |            |            |        |        |        |        |        |        |        |
|  | Vereinigte Staaten | Team Liquid   | 14            | 16            | 16            |  |  |                    |             |            |            |            |            |            |        |        |        |        |        |        |        |

### Preisgeldverteilung
| Platz   | Clan                    | Preisgeld (in US-Dollar) |
| ------- | ----------------------- | ------------------------ |
| 1.      | G2 Esports              | 225.000                  |
| 2.      | North                   | 100.000                  |
| 3.–4.   | SK Gaming Team Liquid   | 060.000                  |
| 5.–6.   | mousesports Team EnVyUs | 045.000                  |
| 7.–8.   | fnatic OpTic Gaming     | 040.000                  |
| 9.–10.  | Immortals Natus Vincere | 035.000                  |
| 11.–12. | Cloud 9 NRG eSports     | 032.500                  |

## Playoffs und Relegation
Die beiden Meister der zweitklassigen EU Premier League Season 24 stiegen direkt in die EPL auf. Die zweit- und drittplatzierten spielten in der Relegation gegen Platz 12 und 13 der EPL.

### Playoffs der ESEA Premier League Season 24
| Name         | ESEA Season 24: Premier Division – Europe | ESEA Season 24: Premier Division – North America |
| ------------ | ----------------------------------------- | ------------------------------------------------ |
| Veranstalter | E-Sports Entertainment Association        | E-Sports Entertainment Association               |
| Zeit         | 31. Januar – 17. April 2017               | 31. Januar – 9. April 2017                       |
| Sieger       | Godsent                                   | Splyce                                           |
| Finalist     | BIG                                       | Enigma6 Group                                    |
| Dritter      | Penta Sports                              | Ghost Gaming                                     |

### Relegation
Die Relegation wurde auf beiden Kontinenten online im Double-Elimination-System gespielt. Teams ohne zwei Niederlagen qualifizieren sich für die ESL Pro League Season 6.

#### EU-Relegation
Das deutschen Team BIG rund um Fatih „gob b“ Dayik qualifizierte sich durch Siege gegen Virtus.pro und Penta Sports für die sechste Saison der EPL.
|  | Halbfinale        | Halbfinale   | Halbfinale | Halbfinale | Halbfinale |  |  | Qualifikationsspiel | Qualifikationsspiel | Qualifikationsspiel | Qualifikationsspiel | Qualifikationsspiel |
|  |                   |              |            |            |            |  |  |                     |                     |                     |                     |                     |
|  |                   |              |            |            |            |  |  |                     |                     |                     |                     |                     |
|  | Europaische Union | HellRaisers  | 16         | 16         |            |  |  |                     |                     |                     |                     |                     |
|  | Europaische Union | Penta Sports | 7          | 6          |            |  |  |                     |                     |                     |                     |                     |
|  |                   |              |            |            |            |  |  | Europaische Union   | HellRaisers         | 10                  | 16                  | 16                  |
|  |                   |              |            |            |            |  |  | Deutschland         | BIG                 | 16                  | 9                   | 2                   |
|  | Polen             | Virtus.pro   | 12         | 14         |            |  |  |                     |                     |                     |                     |                     |
|  | Deutschland       | BIG          | 16         | 16         |            |  |  |                     |                     |                     |                     |                     |
|  |                   |              |            |            |            |  |  |                     |                     |                     |                     |                     |

|  | Eliminierungsmatch | Eliminierungsmatch | Eliminierungsmatch | Eliminierungsmatch | Eliminierungsmatch |  |  | Qualifikationsspiel | Qualifikationsspiel | Qualifikationsspiel | Qualifikationsspiel | Qualifikationsspiel |
|  |                    |                    |                    |                    |                    |  |  |                     |                     |                     |                     |                     |
|  |                    |                    |                    |                    |                    |  |  | Deutschland         | BIG                 | 16                  | 19                  |                     |
|  | Europaische Union  | Penta Sports       | 16                 | 16                 |                    |  |  | Europaische Union   | Penta Sports        | 8                   | 17                  |                     |
|  | Polen              | Virtus.pro         | 7                  | 7                  |                    |  |  |                     |                     |                     |                     |                     |

#### NA-Relegation
Mit der Enigma6 Group und Ghost Gaming qualifizierten sich beide zweitklassige Teams für die EPL.
|  | Halbfinale         | Halbfinale     | Halbfinale | Halbfinale | Halbfinale |  |  | Qualifikationsspiel | Qualifikationsspiel | Qualifikationsspiel | Qualifikationsspiel | Qualifikationsspiel |
|  |                    |                |            |            |            |  |  |                     |                     |                     |                     |                     |
|  |                    |                |            |            |            |  |  |                     |                     |                     |                     |                     |
|  | Vereinigte Staaten | Rush           | 10         | 16         | 16         |  |  |                     |                     |                     |                     |                     |
|  | Vereinigte Staaten | Ghost Gaming   | 16         | 7          | 8          |  |  |                     |                     |                     |                     |                     |
|  |                    |                |            |            |            |  |  | Vereinigte Staaten  | Rush                | 2                   | 12                  |                     |
|  |                    |                |            |            |            |  |  | Vereinigte Staaten  | Enigma6 Group       | 16                  | 16                  |                     |
|  | Vereinigte Staaten | The Foundation | 8          | 7          |            |  |  |                     |                     |                     |                     |                     |
|  | Vereinigte Staaten | Enigma6 Group  | 16         | 16         |            |  |  |                     |                     |                     |                     |                     |
|  |                    |                |            |            |            |  |  |                     |                     |                     |                     |                     |

|  | Eliminierungsmatch | Eliminierungsmatch | Eliminierungsmatch | Eliminierungsmatch | Eliminierungsmatch |  |  | Qualifikationsspiel | Qualifikationsspiel | Qualifikationsspiel | Qualifikationsspiel | Qualifikationsspiel |
|  |                    |                    |                    |                    |                    |  |  |                     |                     |                     |                     |                     |
|  |                    |                    |                    |                    |                    |  |  | Vereinigte Staaten  | Rush                | 3                   | 12                  |                     |
|  | Vereinigte Staaten | Ghost Gaming       | 16                 | 16                 |                    |  |  | Vereinigte Staaten  | Ghost Gaming        | 16                  | 16                  |                     |
|  | Vereinigte Staaten | The Foundation 1   | 0                  | 0                  |                    |  |  |                     |                     |                     |                     |                     |